# هاكون شتاين
هاكون شتاين (بالألمانية: Haakon Stein)‏ هو مبارز بالسيف ألماني، ولد في 16 يناير 1940 في كوبلنتس في ألمانيا.

## وصلات خارجية
- هاكون شتاين على موقع أوليمبيديا (الإنجليزية)